# Jon Tickle

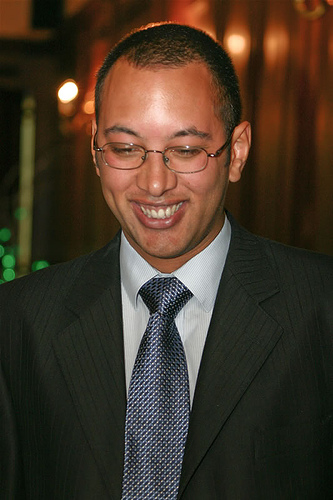
Tickle in 2007

Jonathan Tickle (Norwich, 8 mei 1974) is een Engels televisiepresentator. In Nederland en Vlaanderen werd hij vooral bekend als presentator van Brainiac, maar hij was al beroemd als deelnemer aan het vierde seizoen van de Engelse versie van Big Brother. Daarvoor verscheen hij in 1991 eenmaal op televisie in het spelprogramma Blockbusters.

## Big Brother
Tickle was de eerste van zeven deelnemers die ooit zijn teruggekeerd naar het Big Brotherhuis, nadat ze er uitgestuurd waren - toen hij terugkeerde maakte hij echter geen aanspraak meer op de prijs. Zijn terugkeer vond plaats nadat de kijkers op eerder weggestemde deelnemers mochten stemmen, om te bepalen wie van hen terug mocht keren in het huis.
Tickle heeft meer fansites dan enige andere Big Brother-deelnemer, de bekendste daarvan is Jon Ticke - The Legend. Een bekende fanclub is de zogenaamde Brethren of the Church of Jon, die werd opgericht ten tijde van het vierde seizoen van Big Brother op het forum van Channel 4.
Hij was deelnemer aan een speciale uitzending van Distraction, waarbij hij £3.200 verdiende voor kankeronderzoek.

## Brainiac
Tickle behaalde een diploma in natuurkunde aan de Universiteit van Leicester en werd co-presentator van Brainiac: Science Abuse, een serie van zender Sky One, waarin komische semi-wetenschappelijke experimenten worden uitgevoerd. Hij is daarin de meer wetenschappelijke persoon, tegenover de meer op entertainment gerichte Richard Hammond en Vic Reeves. Wellicht het bekendste experiment in het programma was die waarin Tickle op een zwembad gevuld met custard liep. Delen hiervan werden getoond in programma's als QI en Mythbusters.